# Agonopterix
Agonopterix är ett släkte av fjärilar som beskrevs av Jacob Hübner 1825. Agonopterix ingår i familjen plattmalar, Depressariidae.

## Dottertaxa tillAgonopterix, i alfabetisk ordning[1][2]
- Agonopterix abditella Hannemann, 1959
- Agonopterix abjectella Christoph, 1882
- Agonopterix acerbella Walker, 1864
- Agonopterix acuta Stringer, 1930
- Agonopterix adspersella (Kollar, 1832)
  -  Agonopterix adspersella adspersella (Kollar, 1832)
  -  Agonopterix adspersella pavida (Meyrick, 1913)
- Agonopterix agyrella (Rebel, 1917)
- Agonopterix alpigena (Frey, 1870)
- Agonopterix alstromeriana (Clerck, 1759), Odörtsplattmal
- Agonopterix amissella (Busck, 1908)
- Agonopterix amyrisella (Busck, 1900)
- Agonopterix angelicella (Hübner, 1813), Strätteplattmal
- Agonopterix antennariella Clarke, 1941
- Agonopterix anticella Erschoff, 1877
- Agonopterix aperta Hannemann, 1959
- Agonopterix archangelicella Caradja, 1920
- Agonopterix arctica (Strand, 1902), Fjällvideplattmal
- Agonopterix arenella ([Denis & Schiffermüller], 1775), Kardborreplattmal
- Agonopterix argillacea (Walsingham, 1881)
- Agonopterix arnicella (Walsingham, 1881)
- Agonopterix aspersella (Constant, 1888)
- Agonopterix assimilella (Treitschke, 1832), Harrisskottplattmal
- Agonopterix astrantiae (Heinemann, 1870), Sårläkeplattmal
- Agonopterix atomella (Hübner, 1801) Ginstplattmal
- Agonopterix atrodorsella (Clemens, 1863)
- Agonopterix babaella Amsel, 1972
- Agonopterix bakriella Amsel, 1958
- Agonopterix baleni Zeller, 1877
- Agonopterix basinigra Zhu & Wang, 2023
- Agonopterix bipunctifera Matsumura, 1931
- Agonopterix bipunctosa (Curtis, 1850), Ängsskäreplattmal
- Agonopterix broennoeensis (Strand, 1920), Fjällskäreplattmal
- Agonopterix cachritis (Staudinger, 1859)
- Agonopterix cadurciella (Chrétien, 1914)
- Agonopterix cajonensis Clarke, 1941
- Agonopterix canadensis (Busck, 1902)
- Agonopterix canuflavella Hannemann, 1953
- Agonopterix capreolella (Zeller, 1839), Mindre bockrotsplattmal
- Agonopterix carduella (Hübner, 1816)
- Agonopterix carduncelli Corley, 2017
- Agonopterix cervariella (Constant, 1884)
- Agonopterix chaetosoma Clarke, 1962
- Agonopterix chironiella (Constant, 1893)
- Agonopterix chrautis Hodges, 1974
- Agonopterix ciliella (Stainton, 1849) Fransplattmal
- Agonopterix cinerariae (Walsingham, 1908)
- Agonopterix clarkei Keifer, 1936
- Agonopterix clausulata Meyrick, 1911
- Agonopterix clemensella (Chambers, 1876)
- Agonopterix cnicella (Treitschke, 1832), Martornsplattmal
- Agonopterix cochleata Zhu & Wang, 2023
- Agonopterix coenosella (Zerny, 1940)
- Agonopterix comitella (Lederer, 1855)
- Agonopterix communis Meyrick, 1920
- Agonopterix compacta Meyrick, 1914
- Agonopterix conciliatella (Rebel, 1892)
- Agonopterix conterminella (Zeller, 1839), Videplattmal
- Agonopterix costaemaculella Christoph, 1882
- Agonopterix costimacula Clarke, 1941
- Agonopterix cotoneastri (Nickerl, 1864)
- Agonopterix cratia Hodges, 1974
- Agonopterix crypsicosma Meyrick, 1920
- Agonopterix cuillerella Amsel, 1972
- Agonopterix curvilineella (Beutenmüller, 1889)
- Agonopterix curvipunctosa (Haworth, 1811), Strandkvanneplattmal
- Agonopterix cyclas Meyrick, 1910
- Agonopterix cynarivora Meyrick, 1932
- Agonopterix dammersi Clarke, 1947
- Agonopterix deliciosella Turati, 1924
- Agonopterix deltopa (Meyrick & Caradja, 1935)
- Agonopterix demissella Hannemann, 1958
- Agonopterix deplanella (Hübner)
- Agonopterix dideganella Amsel, 1972
- Agonopterix dimorphella Clarke, 1941
- Agonopterix doronicella (Wocke, 1850)
- Agonopterix dryocrates Meyrick, 1921
- Agonopterix dumitrescui Georgesco, 1965
- Agonopterix elbursella Hannemann, 1976
- Agonopterix encentra Meyrick, 1914
- Agonopterix epichersa Meyrick, 1914
- Agonopterix epunctata Zhu & Wang, 2023
- Agonopterix erythrella Snellen, 1884
- Agonopterix eupatoriiella (Chambers, 1878)
- Agonopterix farsensis Hannemann, 1958
- Agonopterix ferocella (Chrétien, 1910)
- Agonopterix ferulae (Zeller, 1847)
- Agonopterix flavicomella (Engel, 1907)
- Agonopterix foliiformis Zhu & Wang, 2023
- Agonopterix fruticosella (Walsingham, 1903)
- Agonopterix furvella (Treitschke, 1832)
- Agonopterix fusciterminella Clarke, 1941
- Agonopterix galbella Hannemann, 1959
- Agonopterix galicicensis Buchner & Corley, 2024
- Agonopterix gelidella (Busck, 1908)
- Agonopterix gibbosa Zhu & Wang, 2023
- Agonopterix glabrella Turati, 1921
- Agonopterix glyphidopa Meyrick, 1928
- Agonopterix graecella Hannemann, 1976
- Agonopterix grammotopa Meyrick, 1920
- Agonopterix guanchella Buchner, 2022
- Agonopterix hamriella Chrétien, 1922
- Agonopterix heracliana (Linnaeus, 1758), Flockblomsterplattmal
- Agonopterix hesphoea Hodges, 1975
- Agonopterix hyperella Ely, 1910
- Agonopterix hypericella (Hübner, 1817) Prydlig johannesplattmal
- Agonopterix hypodroma Zhu & Wang, 2023
- Agonopterix hypomarathri (Nickerl, 1864)
- Agonopterix iharai Fujisawa, 1985
- Agonopterix imbutella Christoph, 1888
- Agonopterix impurella (Treitschke, 1835)
- Agonopterix intersecta Filipjev, 1929
- Agonopterix introrsa Zhu & Wang, 2023
- Agonopterix invenustella Hannemann, 1953
- Agonopterix irrorata (Staudinger, 1871)
- Agonopterix issikii Clarke, 1962
- Agonopterix ivinskisi Lvovsky, 1992
- Agonopterix japonica Saito, 1980
- Agonopterix jezonica Matsumura, 1932
- Agonopterix kaekeritziana (Linnaeus, 1767), Klintplattmal
- Agonopterix kayseriensis Buchner, 2020
- Agonopterix kirgizella Lvovsky, 2001
- Agonopterix kisojiana Fujisawa, 1985
- Agonopterix kuznetzovi Lvovsky, 1983
- Agonopterix kyzyltashensis Buchner & Šumpich, 2002
- Agonopterix l-nigrum Matsumura, 1931
- Agonopterix lacteella (Caradja, 1920)
- Agonopterix langmaidi Buchner & Corley, 2024
- Agonopterix laterella ([Denis & Schiffermüller], 1775), Blåklintsplattmal
- Agonopterix latipalpella Barnes, 1920
- Agonopterix latipennella Zerny, 1934
- Agonopterix lecontella Clemens, 1860
- Agonopterix lessini Buchner, 2017
- Agonopterix leucadensis (Rebel, 1932)
- Agonopterix lidiae Buchner, 2020
- Agonopterix ligusticella (Chrétien, 1908)
- Agonopterix liturosa (Haworth, 1811), Gulryggad johannesplattmal
- Agonopterix lythrella (Walsingham, 1889)
- Agonopterix magnimacularis Zhu & Wang, 2023
- Agonopterix medelichensis Buchner, 2015
- Agonopterix melanarcha Meyrick, 1913
- Agonopterix melancholica (Rebel, 1917)
- Agonopterix metamelopa Meyrick, 1931
- Agonopterix miyanella Amsel, 1972
- Agonopterix monotona Caradja, 1927
- Agonopterix multiplicella (Erschoff, 1877), Ryssplattmal
- Agonopterix muricolorella (Busck, 1902)
- Agonopterix mutuurai Saito, 1980
- Agonopterix nanatella (Stainton, 1849)
- Agonopterix nebulosa (Zeller, 1873)
- Agonopterix neoxesta Meyrick, 1918
- Agonopterix nervosa (Haworth, 1811), Rödbrämad harrisplattmal
- Agonopterix nigrinotella (Busck, 1908)
- Agonopterix nivimacularis Zhu & Wang, 2023
- Agonopterix nodiflorella (Millière, 1867)
- Agonopterix nubiferella (Walsingham, 1881)
- Agonopterix nyctalopis Meyrick, 1930
- Agonopterix ocellana (Fabricius, 1775), Sälgplattmal
- Agonopterix ochrocephala Saito, 1980
- Agonopterix oinochroa (Turati, 1879)
- Agonopterix olusatri Buchner & Corley, 2019
- Agonopterix omelkoi Lvovsky, 1985
- Agonopterix ordubadensis Hannemann, 1959
- Agonopterix oregonensis Clarke, 1941
- Agonopterix orophilella Rymarczyk, Dutheil & Nel, 2013
- Agonopterix orthobathra Meyrick, 1918
- Agonopterix pallorella (Zeller, 1839), Rödklintsplattmal
- Agonopterix panjaoella Amsel, 1972
- Agonopterix panurga Meyrick, 1920
- Agonopterix paracervariella Buchner & Corley, 2024
- Agonopterix parallela Zhu & Wang, 2023
- Agonopterix paraselini Buchner, 2017
- Agonopterix parilella (Treitschke, 1835), Backsiljeplattmal
- Agonopterix paulae Harrison & Berenbaum, 2005
- Agonopterix perezi (Walsingham, 1908)
- Agonopterix pergandeella (Busck, 1908)
- Agonopterix petasitis (Standfuss, 1851)
- Agonopterix petraea (Meyrick, 1910)
- Agonopterix posticella (Walsingham, 1881)
- Agonopterix probella Hannemann, 1953
- Agonopterix propinquella (Treitschke, 1835), Mindre tistelplattmal
- Agonopterix prospicua Meyrick, 1914
- Agonopterix pseudoferulae Buchner & Junnilainen, 2017
- Agonopterix pseudorutana Turati, 1934
- Agonopterix psoraliella (Walsingham, 1881)
- Agonopterix pteleae Barnes, 1920
- Agonopterix pullella Hannemann, 1971
- Agonopterix pulvipennella (Clemens, 1864)
- Agonopterix pupillana (Wocke, 1887)
- Agonopterix purpurea (Haworth, 1812), Mindre morotsplattmal
- Agonopterix putridella ([Denis & Schiffermüller], 1775)
  -  Agonopterix putridella putridella ([Denis & Schiffermüller], 1775)
  -  Agonopterix putridella scandinavensis Buchner & Corley, 2024
- Agonopterix quadripunctata (Wocke, 1857), Fyrpunktsplattmal
- Agonopterix ramosella Stainton, 1867
- Agonopterix rhododrosa Meyrick, 1934
- Agonopterix rhodogastra Meyrick, 1935
- Agonopterix rhodoscelis Meyrick, 1920
- Agonopterix richteri Buchner & Corley, 2024
- Agonopterix rigidella (Chrétien, 1907)
- Agonopterix rimulella (Caradja, 1920)
- Agonopterix robiniella (Packard, 1870)
- Agonopterix rosaciliella (Busck, 1904)
- Agonopterix roseocaudella Stringer, 1930
- Agonopterix rotundella (Douglas, 1846)
- Agonopterix rubidella (Hübner, 1796)
- Agonopterix rubristricta Walsingham, 1912
- Agonopterix rubrovittella Caradja, 1926
- Agonopterix rutana (Fabricius, 1794)
- Agonopterix sabulella (Walsingham, 1881)
- Agonopterix salangella Amsel, 1972
- Agonopterix sanguinella (Busck, 1902)
- Agonopterix sapporensis Matsumura, 1931
- Agonopterix scopariella (Heinemann, 1870), Harrisbladsplattmal
- Agonopterix selini (Heinemann, 1870), Krusfröplattmal
- Agonopterix senicionella (Busck, 1902)
- Agonopterix septicella (Snellen, 1884)
- Agonopterix sideensis (Buchner, Junnilainen & Nupponen, 2019)
- Agonopterix silerella (Stainton, 1865)
- Agonopterix simipullella Zhu & Wang, 2023
- Agonopterix socerbi Šumpich, 2012
- Agonopterix sparmanniana (Fabricius, 1794)
- Agonopterix sphaeroidea Zhu & Wang, 2023
- Agonopterix squamosa (Mann, 1864)
- Agonopterix stigmella Moore, 1878
- Agonopterix straminella (Staudinger, 1859)
- Agonopterix subpropinquella (Stainton, 1849), Större tistelplattmal
- Agonopterix subtakamukui Lvovsky, 1998
- Agonopterix subumbellana Hannemann, 1959
- Agonopterix sumizome Fujisawa, 1985
- Agonopterix sutschanella Caradja, 1926
- Agonopterix tabghaella Amsel, 1953
- Agonopterix taciturna Meyrick, 1910
- Agonopterix takamukui Matsumura, 1931
- Agonopterix thapsiella (Zeller, 1847)
- Agonopterix thelmae Clarke, 1941
- Agonopterix toega Hodges, 1974
- Agonopterix tolli Hannemann, 1959
- Agonopterix triallactis Meyrick, 1935
- Agonopterix trimenella (Walsingham, 1881)
- Agonopterix tschorbadjiewi (Rebel, 1916)
- Agonopterix umbellana (Fabricius, 1794)
- Agonopterix uralensis Buchner & Corley, 2024
- Agonopterix urzhumella Krulikowsky, 1909
- Agonopterix ussuriella Caradja, 1920
- Agonopterix ustjuzhanini Buchner & Šumpich, 2002
- Agonopterix vasta Amsel, 1935
- Agonopterix vendettella (Chrétien, 1908)
- Agonopterix volgensis Lvovsky, 2018
- Agonopterix walsinghamella (Busck, 1902)
- Agonopterix xeranthemella Buchner, 2018
- Agonopterix xylinopis Meyrick
- Agonopterix yamatoensis Fujisawa, 1985
- Agonopterix yeatiana (Fabricius, 1781), Vattenmärkeplattmal
- Agonopterix yomogiella Saito, 1980

## Bildgalleri

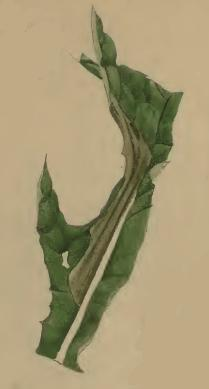
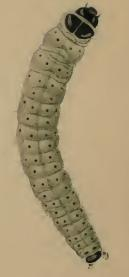
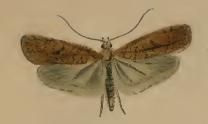
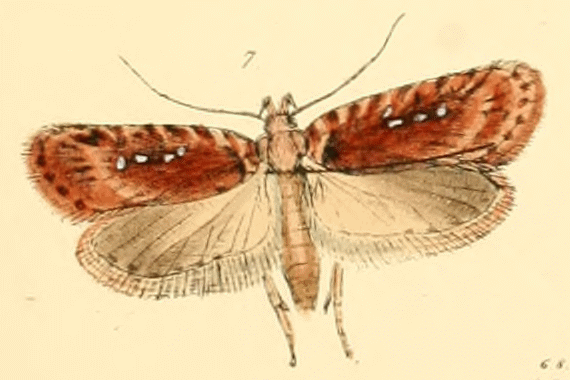
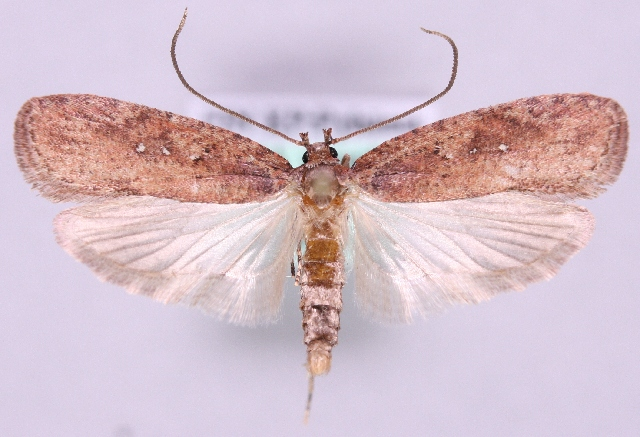
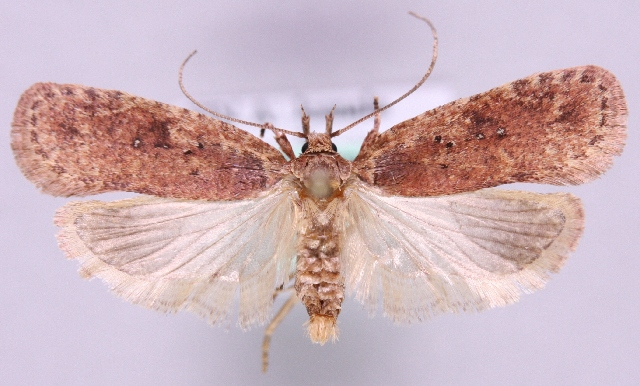